# Fort Louis de la Mobile
Pour les articles homonymes, voir Fort Louis.

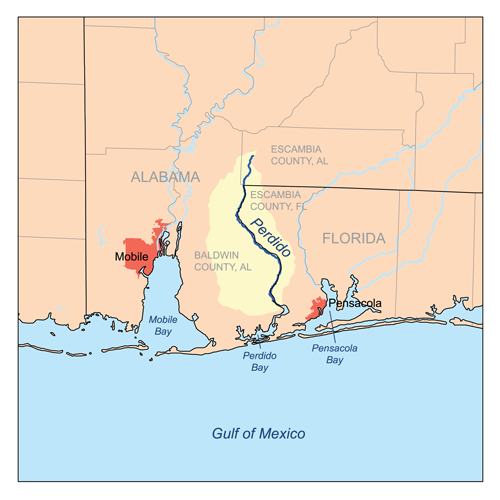
Localisation de La Mobile (Louisiane française) et de Pensacola (Floride espagnole) avec le fleuve Perdido frontière entre les deux empires.

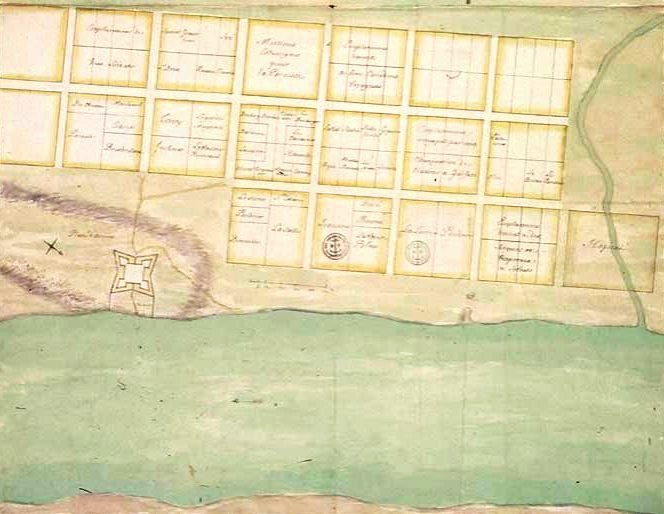
Premier plan de la colonie du fort Louis de la Mobile
par Charles Levasseur en 1702

Le fort Louis de la Mobile, dénommé également fort Louis de la Louisiane, car situé en Louisiane française, fut construit dès 1702 près de l'embouchure en eau profonde du fleuve de la Mobile en Alabama. Il servit pour des raisons politiques, militaires et religieuses. Le fort abritait la résidence de Jean-Baptiste Le Moyne de Bienville et de ses officiers, ainsi que la chapelle et plusieurs autres structures. Le site colonial a été répertorié dans le Registre national des lieux historiques le 6 mai 1976 et site national historique le 3 janvier 2001. Ce fort fut édifié après l'édification de deux premiers forts français situés au Sud du vaste territoire de la Louisiane française.

## Contexte historique
Après avoir reconnu l'immense territoire de la Louisiane française, par l'expédition de Cavelier de La Salle, le royaume de France prend possession de la Louisiane et la délimite au Nord du reste de la Nouvelle-France aux limites des cours d'eau du bassin du fleuve Mississippi. Au Sud, Le golfe du Mexique fait fonction de frontière naturelle, mais qu'il faut protéger en raison des visées expansionnistes de l'Espagne. Ainsi plusieurs forts sont édifiés dans le Sud.
En 1700, Pierre Le Moyne d'Iberville édifia un premier fort, fort de La Boulaye, sur le bord du Mississippi à 88 kilomètres, au sud du futur site de La Nouvelle-Orléans. Il en construisit un second, le fort d'Iberville, (le site du fort d'Iberville fut redécouvert en 1930, après avoir été abandonné avec la fondation de la Nouvelle-Orléans en 1718). Plus à l'Est, le flanc oriental de la Louisiane française n'était pas encore protégé des menaces venant de la Floride espagnole voisine. Il fallut donc chercher un lieu propice à l'implantation d'un fort et d'une nouvelle colonie aux limites du fleuve Perdido, frontière terrestre entre la Louisiane et la Floride.

## Fort Louis de la Mobile
En 1700, Pierre Le Moyne d'Iberville évoqua la possibilité d'implanter un poste colonial fortifié afin de répondre aux prétentions des Espagnols. La même année, une expédition canadienne conduite par Charles Levasseur, explore la région de la baie de Mobile. En 1701, Charles Levasseur plante une croix sur l'emplacement du futur fort Louis de la Mobile.
En janvier 1702, Iberville envoya des hommes et du matériel pour commencer l'édification d'un nouveau fort, le fort Louis de la Mobile, à 120 kilomètres à l'Est de Biloxi, dans la baie de Mobile.
Ce premier fort fut encadré par une ville tracée sur un plan orthonormé. Il était structuré par un mur en palissade qui délimitait une structure d'environ 110 m2, avec une batterie de six canons à chaque angle du fort. Ce fort fut édifié sur les plans de Charles Levasseur, un explorateur et dessinateur qui conçut un fort carré, pourvu à chaque angle d'un bastion équipé de canons. L'intérieur comprenait des bâtiments résidentiels pour les soldats et les officiers, une maison utilisée comme chapelle pour les offices religieux et un entrepôt. Le bâtiment en bois fut rapidement détruit par l'humidité, mais fut reconstruit. En 1704, le premier commissaire patenté pour la Louisiane française, Nicolas de La Salle, nommé par le roi Louis XIV, enregistra dans la petite colonie, un corps de garde, une forge, une boutique d'armurier, un four à briques, et quatre-vingts maisons en bois sans étage. Le nombre de colons s'élevait à 180 hommes, plus 27 familles comprenant une dizaine d'enfants, onze esclaves amérindiens et un grand nombre d'animaux de ferme. Les Amérindiens de la civilisation du Mississippi avaient établi de bonnes relations avec les trappeurs et coureurs des bois canadiens-français puis avec les premiers colons venus de France. Seuls, les guerriers de la Nation des Alabamas, à l'instar de leur grand chef Tascalusa, qui avait combattu les conquistadors espagnols au XVIe siècle, menèrent des actions sporadiques contre ce premier fort, situé aux confins de leur territoire.
En 1704, l'épidémie de fièvre jaune coûta la vie à la fois à Charles Levasseur et au négociant Henri de Tonti, qui commerçait à travers la Louisiane et le fort Louis de la Mobile. Les décès représentèrent une grande perte pour le gouverneur de la Louisiane française, Jean-Baptiste Le Moyne de Bienville et la colonie de la Mobile. En juillet 1706, le décès de Pierre Le Moyne d'Iberville, survenu à La Havane des suites de la fièvre jaune, fut un coup dur pour la colonie, bien qu'il n'ait séjourné que 25 jours à la Mobile, car il avait défendu les revendications et les préoccupations de la Louisiane française en Europe, et réussi à obtenir des concessions pour la colonie auprès de la Cour royale de France.

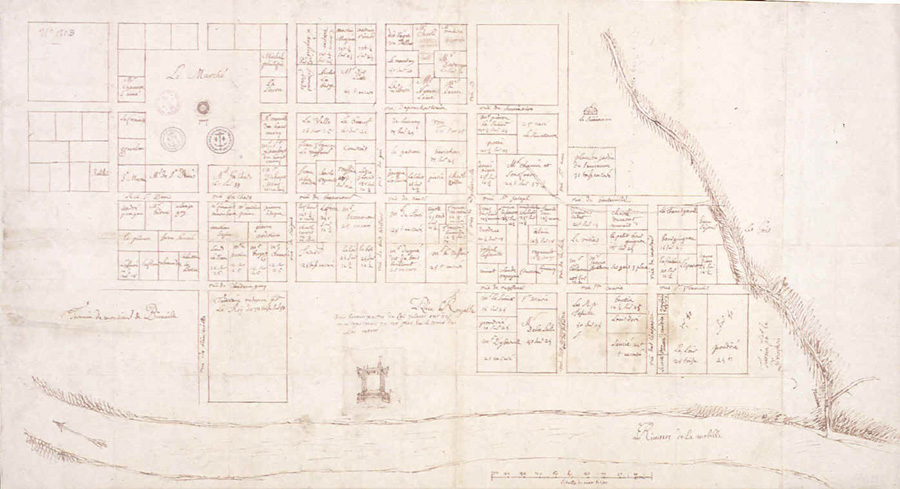
Carte de la colonie de fort Louis de la Mobile en 1704-1705 (le côté droit de la carte indique le nord)

Après la mort d'Iberville, Jérôme Phélypeaux de Pontchartrain, ministre des affaires coloniales en Amérique du Nord de Louis XIV, a reçu des plaintes de Henri Roulleaux de La Vente, curé de fort Louis de la Mobile, et de Nicolas de La Salle, le gardien de l'entrepôt royal, concernant le commerce douteux pratiqué par les frères Le Moyne d'Iberville, au détriment de la colonie. Suivant ces rapports, Pontchartrain nomma Nicolas Daneau de Muy, nouveau gouverneur de la Louisiane française, et Jean-Baptiste-Martin d'Artaguiette d'iron, baron d'Aguerre, en tant que "commissaire ordonnateur" spécial pour enquêter sur ces accusations. Mais le nouveau gouverneur, Daneau de Muy, mourut en mer avant d'atteindre Mobile. Bien que Dartaguiette d'Iron ait débarqué au fort de la Mobile, ses investigations n'ont pas justifié les plaintes portées contre les frères Le Moyne, et Bienville a continué à assumer sa charge de gouverneur de la Louisiane française.
En 1708, le gouverneur Bienville réalisa la menace croissante que les Anglais faisaient peser sur la colonie française. Les Français avaient réussi à isoler la colonie espagnole de Pensacola en battant les tribus amérindiennes alliées aux Espagnols. Il est apparu alors que les forces anglaises avançaient d'une manière similaire contre les positions françaises. Dans la première semaine de mai 1709, la menace atteignit son apogée, lorsque la tribu des Alabamas, alliée des Anglais, attaqua un village de la tribu des Mobiles, alliée aux Français, à une vingtaine de kilomètres au Nord du fort Louis de la Mobile. La menace était réelle et proche. Cependant, ce sont les éléments naturels qui détruisirent cette première colonie française sur la rivière Mobile.
En 1710, le fort et les bâtiments coloniaux furent de nouveau détruits par une nouvelle inondation en raison des crues du fleuve Mobile. De plus, vint s'ajouter une nouvelle épidémie de fièvre jaune, contractée par les immigrants français et leurs esclaves venus de Saint-Domingue, qui réduisit fortement la population parmi les colons. La petite colonie ne pouvait plus demeurer en ce lieu. L'administrateur de La Mobile, Nicolas de La Salle, proposa un autre lieu plus sécurisé et hors de portée des inondations et des marécages environnants, à une vingtaine de kilomètres en aval du fleuve Mobile. Mais Nicolas de La Salle ne put voir son projet se réaliser, car il mourut le 31 décembre 1710.

## Description
Les bastions du fort étaient construits pièce-sur-pièce, avec des techniques de l'époque. En raison des conditions d'humidité de l'endroit, les structures de bois, tels que les bastions et les palissades, devaient être remplacés tous les cinq ans. Pour préparer le fort à d'éventuels conflits avec les Anglais, le fort fut réparé en 1707. Après une année, les bastions du fort furent passablement endommagés, en raison des problèmes liés au poids des canons. Avec la menace anglaise, le fort fut agrandi d'un tiers, pour ainsi abriter tous les habitants du vieux Mobile.
Les détails du fort Louis peuvent être lus dans la narration d'André Pénicaut.

## Archéologie de l'ancien site de Mobile
C'est seulement en 1970 que les premières fouilles eurent lieu. Mais, grâce aux cartes françaises de l'époque, le site original du fort fut retrouvé en 1989.

## Déplacement du fort
En 1711, le fort fut transféré et reconstruit une troisième fois sur un sol un peu moins périlleux, à plusieurs kilomètres en aval de la rivière Mobile, sur les bords même de la baie de Mobile. Il conserva dans un premier temps son nom de fort de la Mobile. Cette fois-ci encore en bois mais de dimensions plus larges (540 pieds carrés, soit 50 m2) en raison des crues de la rivière Mobile.
De 1710 à 1723, le fort Louis de la Mobile fut la vraie capitale de la Louisiane française avec Biloxi avant La Nouvelle-Orléans, et le fort était au centre d'une ville géométrique organisée en douze pâtés de maisons réguliers.
En 1723, le fort fut renommé fort Condé de la Mobile en l'honneur du prince de Condé, premier ministre de Louis XV, et reconstruit en briques.
En 1763, lorsque la ville de Mobile fut cédée aux Anglais par le Traité de Paris, le fort fut renommé fort Charlotte en l'honneur de Charlotte de Mecklembourg-Strelitz, la femme du roi George III. Le fort Charlotte représentait une menace et un obstacle pour la Floride occidentale.
En 1780, il fut assiégé et pris par les troupes espagnoles de Bernardo de Gálvez dans la bataille de fort Charlotte, entre le 20 février et le 9 mars. Le fort fut renommé Fortaleza Carlota et la ville de Mobile resta espagnole jusqu'à sa prise en 1813 par le général américain James Wilkinson pendant la guerre anglo-américaine de 1812. Le fort fut alors vendu et détruit par une décision du congrès américain de 1820. La ville de Mobile paya la démolition du fort et traça des rues et des constructions sur le site. La réplique d'un tiers du fort fut reconstruite à l'échelle d'un 4/5 à l'occasion des cérémonies du bicentenaire de 1976 et est désormais l'une des attractions touristiques de la ville de Mobile.